# Tàngara de matollar del Pirré
La tàngara de matollar del Pirré (Chlorospingus inornatus) és un ocell de la família dels passerèl·lids (Passerellidae).

## Hàbitat i distribució
Habita la selva pluvial, clars, vegetació secundària i bambú a les terres altes de l'est de Panamà.